# Desmatodon eucalyptratus
Desmatodon eucalyptratus là một loài rêu trong họ Pottiaceae. Loài này được (Lindb.) Limpr. mô tả khoa học đầu tiên năm 1888.